# 暗斑银鮈
暗斑銀鮈（学名：Squalidus atromaculatus）为輻鰭魚綱鯉形目鲤科銀鮈屬的鱼类，是中国的特有物种。分布于海南岛等。该物种的模式产地在海南岛。體長可達11公分，棲息在沙泥底質的溪流。

## 扩展阅读
維基物種上的相關：暗斑銀鮈